# Lenina Amapola García
Lenina Amapola García (Guatemala) fue la primera Secretaria General de la Asociación de Estudiantes Universitarios “Oliverio Castañeda De León” (AEU), de la Universidad de San Carlos de Guatemala durante el período 2017 al 2019. La AEU se creó durante la dictadura de Manuel Estrada Cabrera y en el acta de fundación participaron personajes como Miguel Ángel Asturias, Premio Nobel de Literatura en 1967; el botánico Ulises Rojas; y el abogado y periodista David Vela.
Después de 17 años de cooptación de la AEU, García fue electa en un proceso democrático y junto a su equipo le tocó recuperar, retomar espacios y visibilizar todo lo que la asociación realiza.

Lenina García, con apenas 25 se convirtió en la primera mujer en dirigir la Asociación de Estudiantes Universitarios de la Universidad San Carlos de Guatemala (USAC), en más de 90 años de historia. Un nuevo movimiento estudiantil que trae aires de cambios a esa Universidad.
Henry Bin

## Trayectoria
A temprana edad se interesó por la escritura y a los ocho años publicó Fábulas Clásicas de Lenina García. Fue así como a través de la escritura se conectó e interpretó al mundo. En la actualidad ha sido publicada en las antologías como la de Literatas que dan lata o Poesía de la Memoria. Se graduó de maestra de educación primaria en la Casa Central. Más adelante, su interés por las letras y la educación la llevó a estudiar en el año 2011 la Licenciatura en Enseñanza del Idioma Español y Literatura en la Escuela de Formación de Profesores de Enseñanza Media (Efpem) de la Universidad de San Carlos de Guatemala.
En el año 2015 García junto a otras estudiantes se conocieron durante las manifestaciones del 2015. En ese entonces las personas en Guatemala junto a los estudiantes universitarios (de universidades privadas y de la USAC) salieron a las calles a exigir la renuncia del presidente y vicepresidenta. En ese entonces García era la directora del Programa Educativo del Niño y Niña Adolescente Trabajador que brinda educación a los pequeños de los alrededores del mercado La Terminal.
Durante su elección como Secretaria General de la AEU participó en actividades de la ONU asociadas a la Agenda de Desarrollo Sostenible para el año 2030. El principal objetivo de García durante su dirección de la AEU fue inspirar, a través del ejemplo, a las personas a expresarse y a perder el miedo en la participación política del país. Ella junto a catorce estudiantes de distintas carreras universitarias se basaron durante su período representativo en el enfoque de liderazgo de servicio. Durante su representación, además de sus labores como Secretaria General, García otorgó múltiples entrevistas y análisis de la Realidad Nacional a diversos medios de comunicación incluyendo a CNN.
El 20 de octubre de 2021 entregó su cargo al representante electo Carlos Yax Medrano.

El acto revolucionario más grande es la amistad.
Lenina García